# حلبة شوارع فالنسيا
حلبة شوارع فالنسيا هي مضمار مؤقت لسباق السيارات عبر شوارع مدينة فالنسيا الإسبانية عبر مسار يحيط بالمرفأ الداخلي بمنطقة ميناء المدينة، ويستضيف سباق الجائزة الكبرى الأوروبي للفورمولا واحد منذ عام 2008 ضمن اتفاقية المدينة مع مسؤولي سباقات الفورمولا واحد لإستضافة السباق الأوروبي لفترة تستمر لمدة سبع سنوات.
وتم الكشف رسميا عن تخطيط مسار الحلبة من قبل عضو مجلس فالنسيا وزير النقل ماريو فلوريس في يوم 19 يوليو 2007. و استضافت الحلبة جولة من بطولة فورمولا ثلاثة الأسبانية وبطولة جي تي الدولية المفتوحة في عطلة نهاية الأسبوع الأخير من يوليو 2008 . وكان أول سباق ضمن بطولة العالم للفورمولا واحد في سباق الجائزة الكبرى الأوروبي في 24 أغسطس 2008.
يبلغ طول مسار الحلبة 5473.5 متر وتضم ما مجموعه 25 منعطفا 14 منها إلى جهة اليمين و11 لليسار، وتشير التقديرات إلى أن المسار قد تصل سرعته القصوى إلى حوالي 323 كم / ساعة (201 ميلا في الساعة) ،